# Нумеа
Нумеа (фр. Nouméa) је главни град француске прекоморске територије Нова Каледонија у Тихом океану у оквиру Меланезије. Град је основан 1851. године од стране британских колониста. Французи су се доселили три године касније, а град је у почетку био кажњеничка колонија, а затим центар за експлоатацију и трговину никлом и златом. Према подацима из 2015. године у Нумеи живи око 100.237 становника. Око 50% чине Европљани (Французи), следе домороци Канаци (око 23%), док Полинежани и други чине укупно 25% становништва. У граду се налази и међународни аеродром, библиотека и др.

## Партнерски градови
- Ница
- Гоулд Коуст
- Таупо

## Галерија
- Поглед из свемира
- Поглед на град